# Сплюшка лусонська
Сплюшка лусонська (Otus longicornis) — вид совоподібних птахів родини совових (Strigidae). Ендемік Філіппін.

## Опис
Довжина птаха становить 18-19 см. Верхня частина тіла охристо-коричнева, поцяткована чорнувато-коричневими смугами, на потилиці біла смуга. Підборіддя і горло білуваті, груди рудувато-коричневі, сильно поцятковані чорними плями і легко білими плямами. Боки і живіт переважно білі, поцятковані чорними і рудими плямами. Лоб і "брови" білі, на голові довгі пір'яні "вуха". Очі яскраво-жовті, дзьоб тьмяно-зелені з темно-коричневим кінчиком. Лапи не оперені, білувато-тілесного кольору, кігті довгі, сірі. Голос — протяжний крик «хууо», який повторюється кожні 3-5 секунд.

## Поширення і екологія
Лусонські сплюшки є ендеміками острова Лусон на півночі Філіппінського архіпелагу. Вони живуть у вологих гірських і рівнинних тропічних лісах, зокрема в гірських соснових лісах, на висоті від 360 до 1800 м над рівнем моря. Живляться комахами.

## Збереження
МСОП класифікує стан збереження цього виду як близький до загрозливого. Лусонські сплюшки є локально поширеними птахами, яким загрожує знищення природного середовища.